# Krätzbach
Der Krätzbach (in Künzell Grezzbach genannt) ist ein circa 5 km langer Bach, der auf dem Gebiet der Gemeinde Künzell entspringt und in der Stadt Fulda in die Fulda mündet.

## Name
In den schriftlichen Quellen des 13. Jahrhunderts wird der Bach als Grezzibach (Grezibach, Grezzebach) bezeichnet. Das Bestimmungswort leitet sich vom althochdeutschen Personennamen *Gratzo ab.

## Verlauf
Der Krätzbach entspringt nördlich des Weges ‚Unterm Born‘, südlich der B 458 und östlich der A7.
Westlich der Grezzbachstraße durchläuft der Grezzbach den Künzeller Park und den sich anschließenden Grezzbachpark, wo sein Verlauf durch die Gemeinde Künzell seit 2007 sukzessive naturnah zurückgebaut wurde.
Am Hotel Bachmühle unterquert er die Berliner Straße und die Künzeller Straße und verläuft im Anschluss als Krätzbach auf dem Gebiet der Stadt Fulda. Läuft er zunächst noch unterhalb des Zentralfriedhofs, unterquert er sodann im Krätzbachtunnel die Bahngleise, um sodann südlich der Mehlerstraße auf dem Gebiet der Firma Mehler wieder zum Vorschein zu kommen. Auf Höhe der Edelzeller Straße 44 gab es die erstmals 956 erwähnte Wüstung Krätzmühle. Der Krätzbach mündet an der Hornungsmühle, heute Sitz der KGM Kugelfabrik, in die Fulda.

## Geschichtliches

### Gründung von Künzell
Die Gemeinde Künzell bildete sich aus einer Ansiedlung im Talkessel des Oberlaufes des Grezzbaches heraus, die nach ihrem Gründer, dem Mönch Chindolf, den Namen Chindecella oder Kindecella erhielt.

### Luftangriff auf Fulda
Die etwa 400 m lange, kanalisierte Bachunterführung in Fulda unter den Bahngleisen und dem Verschiebebahnhof zwischen Heidelsteinstraße und Mehlerstraße wurde Ende des Zweiten Weltkriegs behelfsmäßig zu einem Luftkriegsstollen ausgebaut, dem sogenannten Krätzbachbunker. Am 27. Dezember 1944 kamen hier bei einem US-amerikanischen Luftangriff mehr als 700 Menschen, darunter 451 Mitarbeiter der Firma Mehler, ums Leben, als beide Tunneleingänge verschüttet wurden. Zweck des Angriffs war, den noch intakten Bahnhof als Verkehrsknotenpunkt und Nachschubweg für die Ardennenoffensive zu zerstören. Ein 1981 eingeweihter Gedenkstein an der Mehlerstraße erinnert an die Opfer, ebenso ein Kanaldeckel im Bürgersteig an der Heidelsteinstraße.

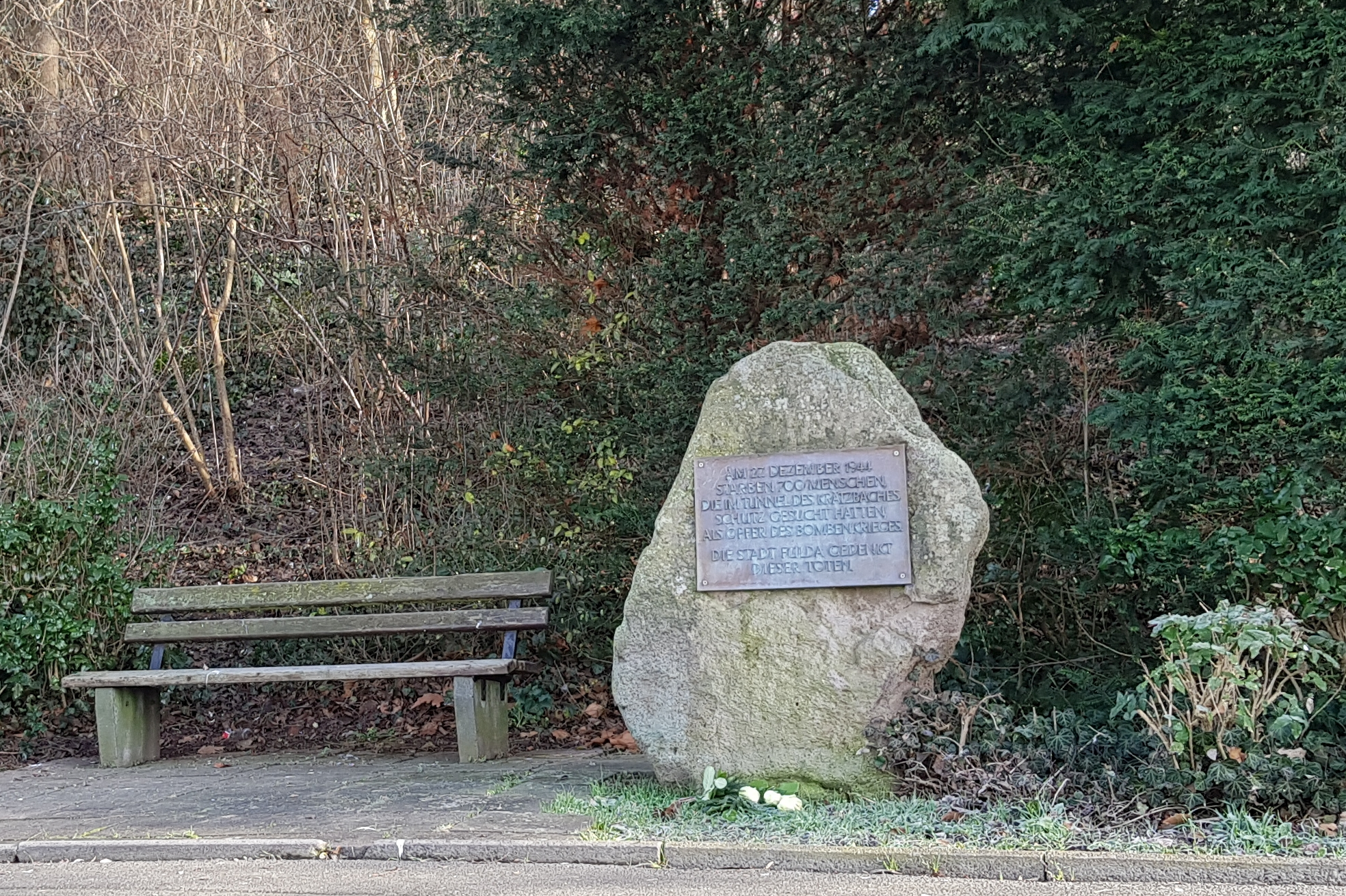
Gedenkstein zum Gedenken der Opfer im Krätzbachtunnel, Mehlerstraße
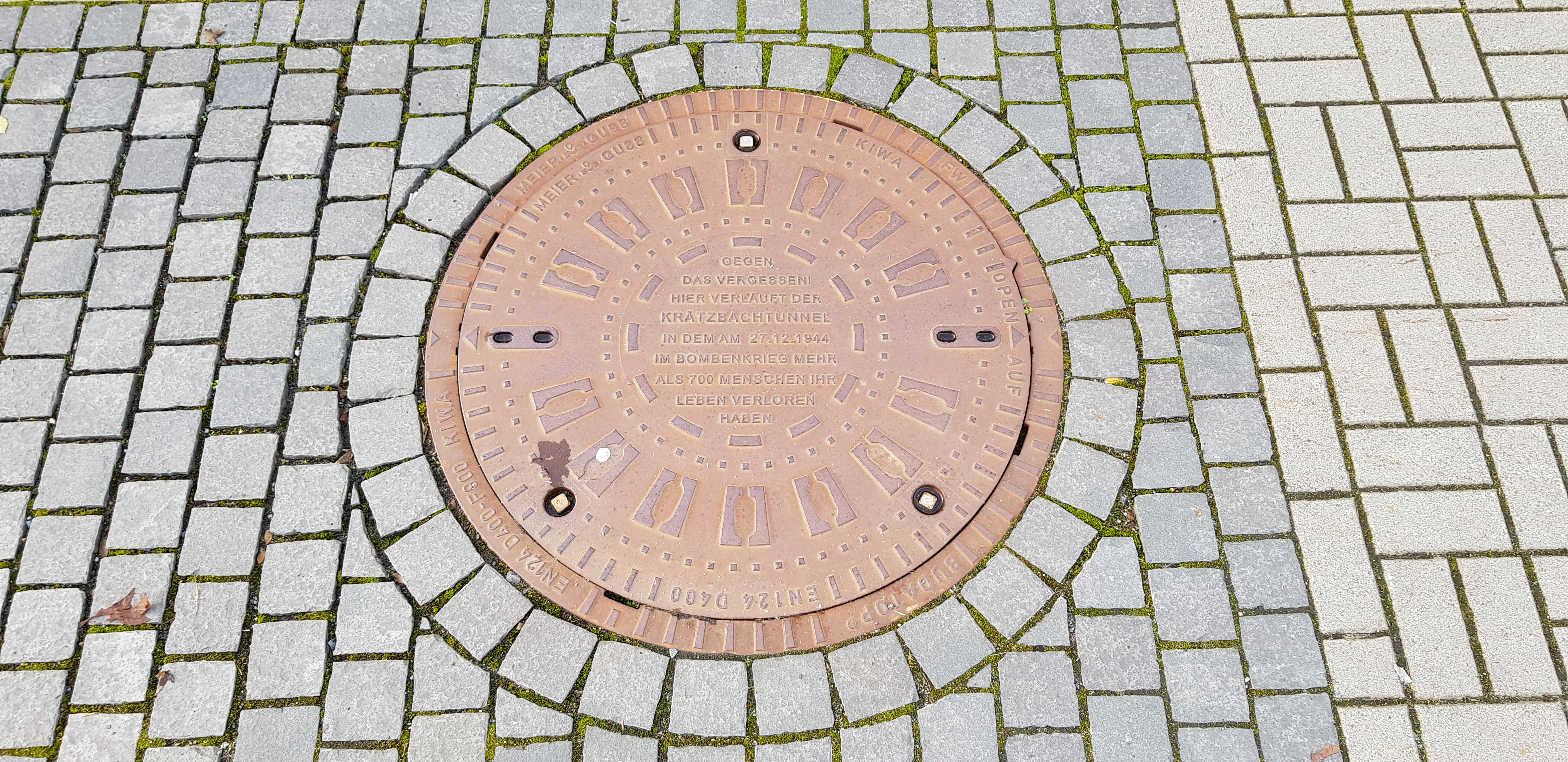
Kanaldeckel zum Gedenken der Opfer im Krätzbachtunnel, Heidelsteinstraße